# Abbaye de Talloires
L'abbaye de Talloires (latin Talgurium, Talgeria, Talueriis, Tallueriæ) est un ancien prieuré bénédictin fondé au XIe siècle, devenu abbaye royale en 1674, situé sur la commune éponyme, dans le département de la Haute-Savoie. Depuis la fin du XIXe siècle, le site a été transformé en hôtel.

## Histoire

### Fondation
Rodolphe III de Bourgogne donne en 1018, sous l'impulsion de sa femme Ermengarde, et les auspices des archevêques Burchard de Lyon et Burchard de Vienne, le domaine de Talloires — église dédiée à cette époque à sainte Marie, saint Pierre et saint Maurice, et ses dépendances — aux moines de Savigny,. Le prieuré installé se situe en bordure du lac d'Annecy — face au prieuré de Saint-Jorioz, fondé lui vers le IXe siècle — dans le pagus de l'Albanais (in pago Albanense Tallueriis villam cum ecclesia). La reine complète la donation en 1030,. Celle-ci l'offre à l'abbé bénédictin Itier ou Itier (1018-1044) de Savigny (attestée en 817), qui envoie quatre moines : Ismius, Ismidon, Ruph et Germain,. L'abbaye est investie par des moines de Cluny. Les papes Pascal II en 1107, Calixte II en 1123 et Eugène III en 1146 confirment sa création.

### Période médiévale
Le comte de Genève Guillaume Ier donne « une part des dîmes sur la vigne et le pré qu'il possède à Annecy, quatre maisons avec leurs casals au même lieu, le droit de faire paître les porcs dans sa forêt du mont Semnoz, enfin tous les droits de seigneurie sur les églises d'Annecy-le-Vieux et d'Annecy-le-Nouveau. »
En 1412, le prieuré de Saint-Jorioz est donné à Talloires, par l'antipape Jean XXIII,,. Il leur impose par ailleurs « une lourde redevance en faveur du nouveau chapitre des Maccabées » de Genève. Malgré une certaine résistance, les moines se soumettent en 1440. Ce contexte marque le déclin du monastère de Saint-Jorioz.

### Période moderne
Au XVIIe siècle, l'abbaye est soumise à la réforme salésienne. Malgré un passé glorieux, elle ne compte plus qu'un petit nombre de moines qui n'appliquent plus que partiellement les règles bénédictines. Ayant reçu l'aval de Savigny, François de Sales entreprend de réformer le prieuré, mais fait face à des résistances. Il trouve le soutien auprès du Sénat de Savoie dans son action. Il fait ensuite déplacer les ossements (translation) de l'ermite Germain de Montfort, premier prieur, de son lieu d'ermitage à Talloires.
En 1674, le pape Clément X érige le prieuré en abbaye royale. L'ensemble est agrandi en 1681, notamment d'un hôpital et d'une maladrerie sur le site d'Angon.
En 1792, lors de l'entrée des révolutionnaires français dans le duché de Savoie, l'abbaye subit la violence de ceux-ci et fut détruite. Elle fut brûlée avec ses archives. Elle ne se relève pas de cet épisode et sera détruite en 1833.
L'église abbatiale sert d'église paroissiale jusqu'à l'édification de l'église Saint-Maurice dans le bourg, vers la fin du XVIIIe siècle.

### Période contemporaine
En 1902, le physicien français Gabriel Lippmann réalise le premier cliché de photographie couleurs dans l'enceinte du cloître.
Pendant la Seconde Guerre mondiale les Allemands installèrent leur commandement régional dans cet édifice.
L'abbaye fait l’objet d’une inscription au titre des monuments historiques depuis le 24 février 1944. L'abbaye de Talloires est depuis la fin du XIXe siècle un hôtel-restaurant quatre étoiles accueillant en son cadre des personnalités comme Paul Cézanne, Mark Twain, Gabriel Fauré, des hommes politiques dont Winston Churchill, Richard Nixon ou du cinéma, Jean Reno.

## Description et architecture

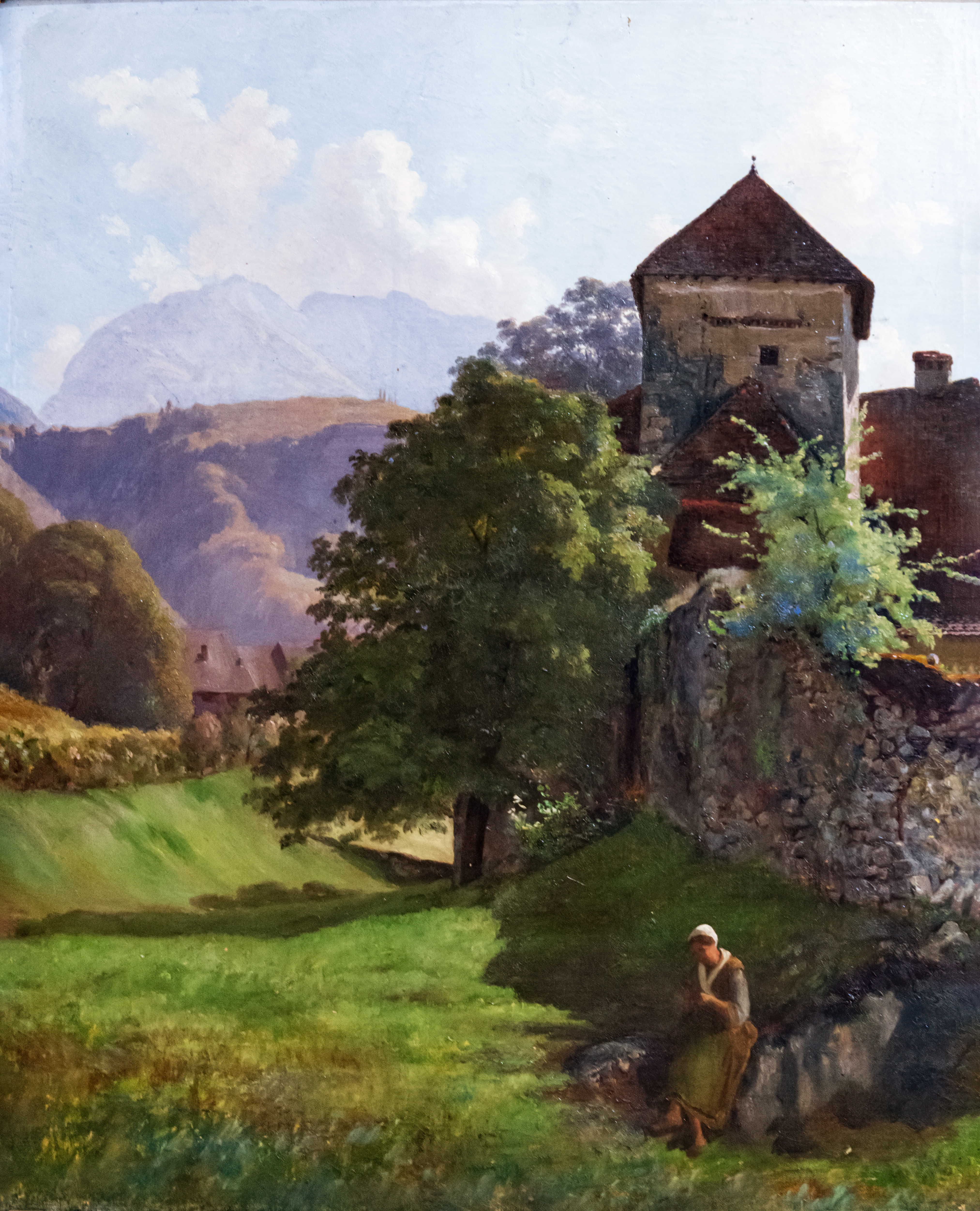
Abbaye des Bénédictins de Talloires - Firmin Salabert - Musée des Beaux-Arts de Gaillac.

À l'origine, sa conception s'est inspirée de celles des constructions seigneuriales avec une grande salle de prestige (« aula ») et des éléments de fortifications.
L'abbaye possède deux annexes, un hospice, situé dans le bourg, de la fin du XIIIe siècle, ainsi qu'une léproserie ou maladière, située à 2 km sur la route en bord de lac en direction d'Angon, « probablement antérieur au XIIIe siècle ».